# Karenowie

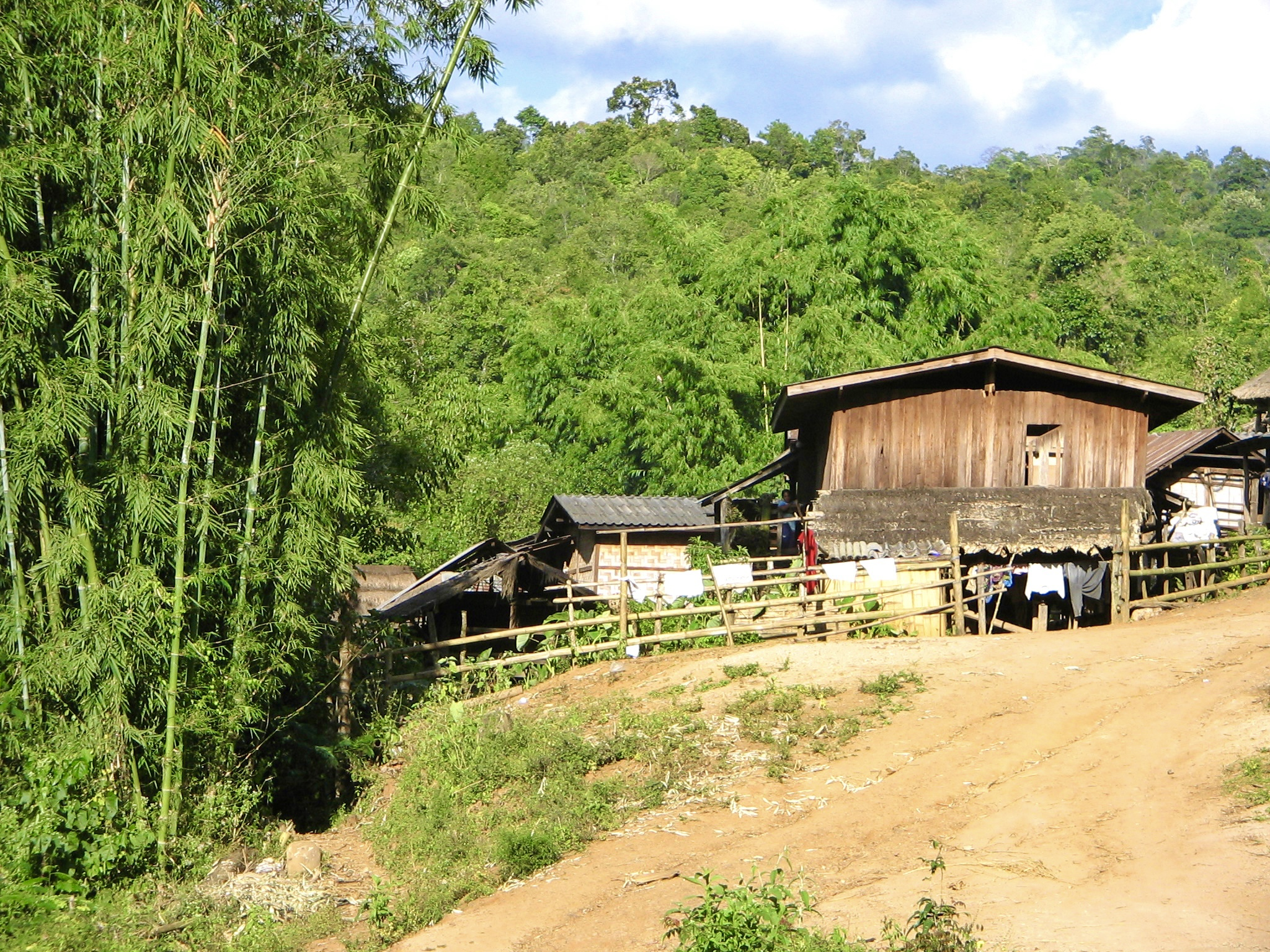
Wioska Karenów w Mjanmie

Karenowie (birm. ကရင်လူမျိုး) – naród azjatycki, mówiący językami kareńskimi, należącymi do tybetańsko-birmańskiej grupy językowej, a ta z kolei do rodziny chińsko-tybetańskiej.

## Obszar zamieszkiwania
Karenowie są drugą co do liczebności mniejszością narodową w Mjanmie – stanowią 7% wszystkich mieszkańców. Większość zamieszkuje górskie regiony Mjanmy (głównie stan Karen), gdzie separatyści walczą o niepodległość. Także w Tajlandii Karenowie zamieszkujący tereny przygraniczne z Birmą to jedna z liczniejszych grup etnicznych, licząca około 320 tys. osób. W Tajlandii określani są zbiorczo oficjalnym mianem กะเหรี่ยง Kariang. Istnieje również określenie Yang, ale używane jest tylko na północy, na zachód od miasta Chiang Mai, a zatem odnosi się bardziej do Sgaw, jednej z podgrup Karenów mówiących odrębnym językiem.

## Historia
Historia Karenów należy do słabo rozeznanych. Najprawdopodobniej przybyli w XII wieku z północy, choć według niektórych podań zostali zepchnięci z nizin w góry przez Birmańczyków. W 1875 Brytyjczycy przyznali autonomię królestwom zachodniokareńskim.
Obecnie Karenowie zajmują się rolnictwem i hodowlą.

## Wierzenia
Karenowie w celu wywołania deszczu grali na bębnach wykonanych z brązu. Dźwięk bębnów powodował rechot żab na polach, co według wierzeń Karenów miało przywoływać deszcz.